# أولريش ميليكي
أولريش ميليكي هو لاعب كرة قدم إفواري في مركز الوسط، ولد في 24 مايو 1999 في أبيدجان في كوت ديفوار يلعب في نادي البطائح الإماراتي.

## روابط خارجية
أولريش ميليكي على موقع قاعدة بيانات كرة القدم.إي يو (الإنجليزية)
- أولريش ميليكي على موقع Soccerway.com (الإنجليزية)
- أولريش ميليكي على موقع عالم كرة القدم.نت (الإنجليزية)